# Rinorea djalonensis
Rinorea djalonensis är en violväxtart som beskrevs av Auguste Jean Baptiste Chevalier. Rinorea djalonensis ingår i släktet Rinorea och familjen violväxter. Inga underarter finns listade i Catalogue of Life.